# Antonio López del Arco
Antonio R. López del Arco (1873 - Madrid, 16 de mayo de 1956) fue un novelista, editor y periodista español.
Fue redactor de El Demócrata, que dirigió en Madrid Luis Felipe Aguilera, y director de Barcelona Cómica en Barcelona. Fundó El Sui Géneris, más tarde Heraldo de Lugo, y colaboró en La Ilustración Ibérica, La Saeta, El Iris, entre otros muchos periódicos literarios.  Sus trabajos novelescos recibieron según Ossorio y Bernard buenas críticas en la prensa. Hacia 1903 se dedicaba principalmente a la empresa editorial que llevaba su nombre, que dio a conocer importantes obras de literatura nacional y extranjera, además de acometer la publicación de la revista Cosmopolita. Más adelante fundaría la revista Economía y fue director de la Agencia Internacional Arco fundada por él en 1930.